# Антителозависимое усиление инфекции
Антителозави́симое усиле́ние инфе́кции (англ. antibody-dependent enhancement, ADE) — явление, при котором связывание вируса с cубоптимальными нейтрализующими или ненейтрализующими антителами вызывает его проникновение в иммунные клетки инфицируемого организма и вирусную репликацию. ADE может проявляться в процессе развития первичной или вторичной вирусной инфекции, а также после вакцинации при последующей инфекции.

## Описание феномена

При антителозависимом усилении инфекции субоптимальные антитела (синие Y-образные структуры на графике) образуют комплекс с вирусными частицами. Эти комплексы связываются с Fc-гамма-рецепторами (обозначены FcγRII) иммунных клеток и фагоцитируются ими. Внутри клетки происходит вирусная репликация, которая может привести к формированию инфекционных или неинфекционных вирионов

Феномен антителозависимого усиления инфекции возникает тогда, когда специфические для вирусного белка антитела связываются с ним и, взаимодействуя с рецепторами, расположенными на поверхности иммунных клеток, усиливают проникновение вируса в них. В отдельных случаях в этих клетках вирус реплицируется, а не уничтожается. Эффект ADE возникает при неполной специфичности антитела вирусу — в организме есть антитела для одного серотипа вируса, а инфицирование произошло другим серотипом.
Антителозависимое усиление инфекции характерно для возбудителей ВИЧ, лихорадки Эбола, гепатита С, лихорадки Марбург, кори, жёлтой лихорадки.
Среди вирусов человека и животных, которые могут вызывать ADE, есть вирусы гриппа А, вирусы Коксаки, респираторно-синцитиальный вирус, вирус Эбола.
Феномен антителозависимого усиления инфекции, вероятно, является препятствием для создания вакцины против ВИЧ.

## История
Феномен антителозависимого усиления инфекции первым описал в 1964 году Ройл Хоукис (англ. R. A. Hawkes). Он обнаружил повышение продукции различных флавивирусов в наивных к нему клетках куриного эмбриона при низком содержании специфических антител. Впоследствии он привёл доказательства, что увеличение «выхода» вируса в подобных экспериментах вызвано образованием комплекса «вирус-антитело».
В конце 1960-х и начале 1970-х годов другие исследователи обнаружили роль ADE в патогенезе тяжёлых форм геморрагической лихорадки, вызванной вирусом денге. Было установлено, что наличие антител в сыворотке крови выздоровевшего, оставшихся после легко перенесённых случаев лихорадки денге, приводит к тяжёлому течению болезни, если произошло повторное заражение, но вирусом денге другого серотипа.

## Антителозависимое усиление инфекции при лихорадке денге
Антителозависимое усиление инфекции, вызываемой вирусом денге, приводит к тому, что создать безопасную вакцину крайне сложно. Компания Санофи Пастер (Франция) попыталась это сделать и создала вакцину, которая содержала антигены ко всем четырём серотипам вируса лихорадки денге. Вакцина этой компании получила название  «Денгваксия» (Dengvaxia). Серьёзным недостатком «Денгваксии» является то, что она действует точно так же, как естественная первичная инфекция, и резко увеличивает риск развития тяжёлой вторичной инфекции, которая связана с более тяжёлой формой лихорадки денге. Причина этого явления, по мнению авторов обзора литературы, связана с явлением антителозависимого усиления инфекции.
Так, в рамках клинического исследования была проведена вакцинация более 10 000 детей в возрасте 2—14 лет в пяти странах Азиатско-Тихоокеанского региона. Анализ данных, который провели специалисты из компании Санофи Пастер, показал, что вакцинирование детей, которым было меньше 9 лет, приводило к их частому тяжёлому заболеванию и госпитализации по причине лихорадки денге. Причём частота этой госпитализации в два раза превышала частоту госпитализации детей из контрольной группы, в которой дети не были вакцинированы. В другой статье данные объяснялись тем, что чем младше ребенок, тем менее вероятно, что он уже сталкивался с инфекцией денге, и тем более вероятно, что вакцина сделала его столкновение с инфекцией гораздо более опасным по сравнению с невакцинированным ребенком.
Департамент здравоохранения Филиппин начал программу массовой вакцинации «Денгваксией» в апреле 2016 года, которая включала приблизительно 830 тысяч детей, но приостановил программу в конце 2017 года. Остановка программы вакцинации произошла, когда Санофи Пастер обнародовала результаты вакцинации. Оказалось, что вакцина в какой-то степени защищала детей старшего возраста, но часто вредила здоровью детей младшего возраста, у которых не было иммунитета к вирусу денге. Согласно рекомендациям ВОЗ существует повышенный риск госпитализации и развития тяжёлой формы лихорадки денге у серонегативных лиц, начиная примерно через 30 месяцев после получения первой дозы вакцины. Серонегативными называются люди, не имеющие антител на определённый инфекционный агент. История получила широкую международную огласку как «Dengvaxia controversy» (также «Dengvaxia issue» или «Dengvaxia mess»).
В настоящее время вакцина «Денгваксия», согласно информации Центра по предотвращению инфекционных заболеваний США (CDC), рекомендуется к применению только людям, серопозитивным по отношению к вирусу денге, то есть людям, которые уже сталкивались с соответствующим вирусом и выработали антитела. Считается, что у этих людей вакцина предотвратит заболевание при встрече с новой инфекцией или ослабит тяжесть его течения. Однако поиски безопасной и эффективной вакцины против вируса денге продолжаются, и не исключено, что они увенчаются успехом.

## Антителозависимое усиление инфекции у коронавирусов
С начала 2020 года, когда в мире стала стремительно распространяться эпидемия COVID-19, вызванная коронавирусом SARS-CoV-2, с 11 марта 2020 года охарактеризованная Всемирной организацией здравоохранения (ВОЗ) как пандемия COVID-19, интерес к феномену антителозависимого усиления инфекции (ADE) многократно возрос. Это связано, в первую очередь, с заявленным началом разработки различными ведущими научными центрами вакцины против нового коронавируса, где одним из важнейших факторов, определяющих её безопасность, является отсутствие феномена ADE. В России в 2012 году было издано «Руководство по проведению доклинических исследований лекарственных средств (иммунобиологические лекарственные препараты)». В разделе «Феномен антителозависимого усиления инфекции при доклиническом изучении иммунобиологических лекарственных препаратов» приведён алгоритм исследования феномена ADE в клеточной культуре и в экспериментах с животными. Обсуждение проблемы антителозависимого усиления инфекции при разработке вакцин против SARS-CoV-2 и терапии моноклональными антителами подробно изложено в опубликованной работе в журнале Nature. Так же эта проблема поднимается в другой статье в журнале Nature Biotechnology.
Феномен антителозависимого усиления инфекции описан для вирусов с геномом, несущим (+)-цепь РНК, включая коронавирусы. У коронавирусов это явление вызывают антитела к шиповидному (S) белку. Не исключено, что антигенная изменчивость S-белка, которую могут вызывать разные варианты гликозилирования и/или смены конформаций, способствует ADE.

### Антителозависимое усиление инфекции уальфа-коронавирусов
Вирус инфекционного перитонита кошек (Feline infectious peritonitis (FIP) или (FIPV)) представляет собой альфа-коронавирус, которым часто заражаются как домашние, так и дикие кошки. У многих животных заболевание проходит бессимптомно или вызывает слабое кишечное расстройство. Однако у некоторых кошек развивается перитонит, который почти всегда приводит к летальному исходу. Вирус FIPV существует в двух формах, которые называют биотипами или патотипами. Один из биотипов отвечает за бессимптомное заболевание, а другой за тяжёлое. Предполагается, что два биотипа различаются генетически, однако доказать эту гипотезу пока не удалось. Поэтому в реальности окончательно не известно, чем отличаются биотипы. Вакцинация против FIPV может усугублять тяжесть заболевания и приводить к летальному исходу. Эту проблему объясняют ADE, поскольку показано, что in vitro инфицирование макрофагов вирусом FIPV может быть инициировано моноклональными антителами, нацеленными на шиповидный S-белок. Интересно, что в основном ADE вызывали антитела подкласса IgG2а, способные нейтрализовать вирус, в то время как протестированные антитела подкласса IgG1 не вызывали такого эффекта. Вирусное заражение макрофагов и моноцитов in vitro наблюдали и с антителами из сывороток кошек, инфицированных вирусом. Эффект ADE также объясняет, почему у половины кошек после экспериментального заражения FIPV развивается перитонит в случае, если их предварительно пассивно иммунизировали антивирусными антителами. В некоторых странах производится вирусная вакцина против FIPV, основанная на аттенуированном вирусе и применяемая в форме капель для носа. Однако использование этой вакцины, как с точки зрения безопасности, так и эффективности, остаётся спорным вопросом. Интересно, что вакцинация векторным конструктом, экспрессирующим N-белок вируса, приводит к лучшим результатам: при заражении вирусом вакцинированных большая часть кошек остаётся живыми.

### Антителозависимое усиление инфекции убета-коронавирусов
Некоторые бета-коронавирусы способны провоцировать антителозависимое усиление инфекции. Это явление для вирусов SARS-CoV-1 и MERS-CoV, вызывающих соответственно тяжёлый острый респираторный синдром (SARS) и ближневосточный респираторный синдром (MERS), описано во множестве опубликованных работ. Явление ADE было продемонстрировано как в клеточных культурах, так и у модельных животных, но не у человека. Считается, что S-белок вируса напрямую связан с этим явлением. Антитела, выработанные на вакцинный вариант вируса с одними антигенными детерминантами S-белка, могут утратить свойство нейтрализовать вирус при инфекции вирусами с видоизменённым белком. Такие антитела могут по-прежнему связываться с вирусом, но при этом иметь меньшую аффинность и образовывать менее стабильные комплексы по сравнению с комплексами, которые они образуют с «вакцинной» формой вируса. В результате комплекс антитело-вирус может выступать в качестве «троянского коня», помогая вирусу проникнуть в моноциты, макрофаги (а также другие иммунные клетки хозяина), запуская в этих клетках инфекционный процесс. Возможно, существует причинно-следственная связь между титром IgG антител к эпитопам шиповидного S-белка и системным воспалением у детей, заразившимся вирусом вторично. Например, на моделях приматов было показано, что IgG антитела к пептиду S597-603 S-белка для вируса SARS-CoV-1 вызывают производство антител, способных провоцировать ADE.

#### Инфекция иммунных клетокin vitro
Так, антитела к S-белку SARS-CoV-1 способствуют проникновению вируса в В-клетки, моноциты и макрофаги. В этих клетках вирус реплицируется, но не даёт продуктивной инфекции. Это может быть связано с тем, что заражаемые иммунные клетки не экспрессируют в достаточном количестве сериновых протеаз, необходимых для активации вирионов. Однако не исключено, что неактивные вирионы могут активироваться и становиться инфекционными при проникновении в клетки дыхательного эпителия, в мембранах которых присутствуют нужные для активации протеазы. В то же время, репликация вируса, даже без образования инфекционных вирионов, может приводить к массовой гибели иммунных клеток, несущих рецептор Fc𝛾RIIγ. ADE также провоцируют некоторые моноклональные антитела к S-белку SARS-CoV-1 и МERS-CoV.

### Иммунопатология у модельных животных после вакцинации
Существуют примеры того, что антитела класса IgG на антигены S-белка SARS-CoV-1 вызывают тяжёлое повреждение лёгких, опосредованное макрофагами у макак. Несмотря на то что вакцинация векторным конструктом снижала вирусную нагрузку после заражения SARS-CoV-1, наличие IgG антител к S-белку у иммунизированных макак значительно усиливало воспалительное повреждение лёгких при реальной инфекции. Интересно, что вирусная инфекция после вакцинации антигенами S-белка других модельных животных приводила к сходным негативным результатам. Например, у хорьков при встрече с реальной вирусной инфекцией SARS-CoV-1 после вакцинации рекомбинантной осповакциной, экспрессирующей S-белок, возникал тяжелый гепатит. У мышей возникало тяжёлое лёгочное воспаление опять же при встрече с вирусной инфекцией после вакцинации инактивированным вирусом или четырьмя другими вариантами вакцинного материала. Вакцинация мышей векторными конструктами, экспрессирующими N-белок вируса SARS-CoV-1, также вызывала иммунопатологию при заражении животных инфекционным вирусом.
ADE может возникнуть в течение первичной инфекции или при повторном заражении после естественной инфекции. У кроликов, интраназально инфицированных MERS-СоV, развивалась лёгочная патология, характеризующаяся виремией и тяжёлым воспалением лёгких. При повторном заражении MERS-СоV, несмотря на наличие антител, кролики заболевали снова и повреждения лёгких были более тяжёлыми, чем во время первичной инфекции. Инфекция вирусами SARS-СоV-1 или MERS-CoV вызывала более тяжёлую пневмонию у вакцинированных животных, несмотря на высокий уровень специфических нейтрализующих антител. У людей иммунодоминантный эпитоп SARS-CoV-1 S-белка индуцировал продукцию как специфических нейтрализующих антител, так и антител, усиливающих инфекцию макрофагов in vitro.
| Вирус          | Тип вакцины                                     | Вакцинация                                           | Защита                                                                            | Иммунопатология                                                                   | Ссылка.              |
| Вирус MERS-CoV |                                                 |                                                      |                                                                                   |                                                                                   |                      |
| Мышь           | Инактивированный вирус                          | Без адъюванта                                        | Да                                                                                | Да                                                                                | [ 63 ]               |
| Мышь           | Инактивированный вирус                          | Гидроокись алюминия                                  | Да                                                                                | Да                                                                                | [ 63 ]               |
| Мышь           | Инактивированный вирус                          | MF59                                                 | Да                                                                                | Да                                                                                | [ 63 ]               |
| Мышь           | Аденовирусный вектор                            | S1                                                   | Да                                                                                | Лёгочное периваскулярное кровотечение                                             | [ 64 ]               |
| Мышь           | Аденовирусный вектор                            | S1 + CD40L                                           | Да                                                                                | Нет                                                                               | [ 64 ]               |
| Вирус SARS-CoV |                                                 |                                                      |                                                                                   |                                                                                   |                      |
| Мышь           | Инактивированный вирус                          | Без адъюванта                                        | Да                                                                                | Да (лёгочная патология)                                                           | [ 56 ] [ 65 ] [ 66 ] |
| Мышь           | Инактивированный вирус                          | Гидроокись алюминия                                  | Да                                                                                | Да (лёгочная патология)                                                           | [ 55 ] [ 56 ] [ 65 ] |
| Мышь           | Инактивированный вирус                          | Антагонист TLR                                       | Да                                                                                | Слабовыраженная                                                                   | [ 65 ]               |
| Мышь           | Инактивированный вирус                          | Адъювант дельта-инулина                              | Да                                                                                | Нет                                                                               | [ 56 ] [ 66 ]        |
| Мышь           | Инактивированный вирус                          | Без адъюванта, старые мыши                           | Частичная                                                                         | Да                                                                                | [ 56 ]               |
| Мышь           | Инактивированный вирус                          | Гидроокись алюминия, старые мыши                     | Частичная                                                                         | Да                                                                                | [ 56 ]               |
| Мышь           | ДНК-вакцина                                     | Эти вакцины описаны в отдельном обзоре литературы    | Эти вакцины описаны в отдельном обзоре литературы                                 | Эти вакцины описаны в отдельном обзоре литературы                                 | [ 56 ]               |
| Мышь           | Вектор из вируса восточного конского энцефалита | S-белок                                              | S-белок                                                                           | S-белок                                                                           | S-белок              |
| Мышь           | Вектор из вируса восточного конского энцефалита | Молодые мыши                                         | Да                                                                                | Нет                                                                               | [ 57 ]               |
| Мышь           | Вектор из вируса восточного конского энцефалита | Старые мыши                                          | Частичная                                                                         | Нет                                                                               | [ 57 ]               |
| Мышь           | Вектор из вируса восточного конского энцефалита | N-белок                                              |                                                                                   |                                                                                   |                      |
| Мышь           | Вектор из вируса восточного конского энцефалита | Молодые мыши                                         | Нет                                                                               | Да                                                                                | [ 57 ]               |
| Мышь           | Вектор из вируса восточного конского энцефалита | Старые мыши                                          | Нет                                                                               | Да                                                                                | [ 57 ]               |
| Мышь           | Вектор из вируса восточного конского энцефалита | Белки S и N                                          |                                                                                   |                                                                                   |                      |
| Мышь           | Вектор из вируса восточного конского энцефалита | Молодые мыши                                         | Да                                                                                | Слабовыраженная                                                                   | [ 57 ]               |
| Мышь           | Вектор из вируса восточного конского энцефалита | Старые мыши                                          | Нет                                                                               | Слабовыраженная                                                                   | [ 57 ]               |
| Мышь           | Вектор на основании вируса осповакцины          | S-белок                                              | Да                                                                                | Нет                                                                               | [ 58 ]               |
| Мышь           | Вектор на основании вируса осповакцины          | N-белок                                              | Нет                                                                               | Сильная пневмония                                                                 | [ 58 ]               |
| Мышь           | Вектор на основании вируса осповакцины          | Белки S и N                                          | Да                                                                                | Сильная пневмония                                                                 | [ 58 ]               |
| Мышь           | Вектор на основании вируса осповакцины          | Белки E и M                                          | Нет                                                                               | Нет                                                                               | [ 58 ]               |
| Мышь           | Ещё вакцинные векторы                           | Ещё вакцинные разработки описаны в обзоре литературы | Ещё вакцинные разработки описаны в обзоре литературы                              | Ещё вакцинные разработки описаны в обзоре литературы                              | [ 56 ]               |
| Мышь           | Вирусоподобные частицы                          | Гидроокись алюминия                                  | Да                                                                                | Нет                                                                               | [ 67 ]               |
| Мышь           | Субъединичные вакцины                           | S-белок                                              | S-белок                                                                           | S-белок                                                                           | S-белок              |
| Мышь           | Субъединичные вакцины                           | Без адъюванта                                        | Да                                                                                | Да                                                                                | [ 66 ] [ 68 ]        |
| Мышь           | Субъединичные вакцины                           | Гидроокись алюминия                                  | Да                                                                                | Да                                                                                | [ 66 ] [ 68 ]        |
| Мышь           | Субъединичные вакцины                           | Delta inulin adjuvant                                | Да                                                                                | Нет                                                                               | [ 66 ] [ 69 ]        |
| Мышь           | Субъединичные вакцины                           | TLR-агонист                                          | Да                                                                                | Нет                                                                               | [ 69 ]               |
| Мышь           | Субъединичные вакцины                           | S1 RBD                                               |                                                                                   |                                                                                   |                      |
| Мышь           | Субъединичные вакцины                           | hFCA Адъювант                                        | Да                                                                                | Нет                                                                               | [ 70 ]               |
| Мышь           | Субъединичные вакцины                           | Белки                                                | Ещё вакцинные разработки описаны в обзоре литературы                              | Ещё вакцинные разработки описаны в обзоре литературы                              | [ 68 ]               |
| Хорёк          | Инактивированный вирус                          | Без адъюванта                                        | Замедление развития инфекции, но повреждение многих органов неизвестной этиологии | Замедление развития инфекции, но повреждение многих органов неизвестной этиологии | [ 71 ]               |
| Хорёк          | Инактивированный вирус                          | Гидроокись алюминия                                  | Замедление развития инфекции, но повреждение многих органов неизвестной этиологии | Замедление развития инфекции, но повреждение многих органов неизвестной этиологии | [ 71 ]               |
| Хорёк          | Аденовирусный вектор                            | Белки S и N                                          | Белки S и N                                                                       | Белки S и N                                                                       | Белки S и N          |
| Хорёк          | Аденовирусный вектор                            | Интраназально                                        | Замедление развития инфекции, но повреждение многих органов неизвестной этиологии | Замедление развития инфекции, но повреждение многих органов неизвестной этиологии | [ 71 ]               |
| Хорёк          | Аденовирусный вектор                            | Внутримышечно                                        | Замедление развития инфекции, но повреждение многих органов неизвестной этиологии | Замедление развития инфекции, но повреждение многих органов неизвестной этиологии | [ 71 ]               |
| Хорёк          | Вектор на основании вируса осповакцины Анкара   | S-белок                                              | Частичное                                                                         | Повреждение печени                                                                | [ 54 ]               |
| Хомяк          | Аттенуированный (ослабленный) вирус             | Без адъюванта                                        | Да                                                                                | Слабовыраженная                                                                   | [ 72 ]               |
| Хомяк          | Инактивированный вирус                          | Без адъюванта                                        | Да                                                                                | Слабовыраженная                                                                   | [ 73 ]               |
| Хомяк          | Инактивированный вирус                          | AS01                                                 | Да                                                                                | Слабовыраженная                                                                   | [ 73 ]               |
| Хомяк          | Субъединичная вакцина                           | Тример S-белка                                       | Тример S-белка                                                                    | Тример S-белка                                                                    | Тример S-белка       |
| Хомяк          | Субъединичная вакцина                           | Без адъюванта                                        | Да                                                                                | Нет                                                                               | [ 50 ]               |
| Хомяк          | Субъединичная вакцина                           | Гидроокись алюминия                                  | Да                                                                                | Нет                                                                               | [ 50 ]               |
| Приматы        | Вектор вируса осповакцины Анкара                | S-белок                                              | Да                                                                                | Повреждение лёгких                                                                | [ 53 ]               |
| Приматы        | Инактивированный вирус                          | Без адъюванта                                        | Нет                                                                               | Нет                                                                               | [ 74 ]               |

### Механизм антителозависимого усиления инфекции у коронавирусов
Существуют различные гипотезы о том, как происходит ADE, и вполне вероятно, что существует более одного механизма. Ниже описан механизм, который связан с FcγRII-рецепторами иммунных клеток и S-белком коронавирусов.

#### Гипотеза о роли рецептора иммунных клетокFcγRII/СD32способствует их заражению и ADE
Было показано, что специфические антитела (IgG) при ADE формируют несовершенные, непрочные комплексы с вирусом, помогая ему заражать иммунные клетки хозяина, несущие рецептор Fc𝛾RII. Клетки, экспрессирующие этот рецептор (FcγRII/СD32), представлены моноцитами, макрофагами, некоторыми категориями дендритных клеток и B-лимфоцитов. Комплекс антитела с вирусом связывается с Fc𝛾RII-рецептором и фагоцитируется СD32+ клетками. В норме этот процесс приводит к разрушению вируса внутри иммунной клетки и выздоровлению. Однако при патологии вирус, освободившись от антитела, начинает репликативный цикл внутри поглотившей его иммунной клетки. Этот процесс описан для разных альфа- и бета-коронавирусов, включая SARS-CoV-1. Он может приводить к массовой гибели иммунных клеток и, как следствие этой гибели, вызывать цитокиновый шторм.
Специфические нейтрализующие антитела связывают вирус намного прочнее, и вирус полностью теряет способность инфицировать клетки. Более того, вирус, будучи внутри моноцита или макрофага, не может высвободиться после поглощения комплекса вирус-антитело и подвергается разрушению. Таким образом, комплекс вируса с специфическими нейтрализующими антителами приводит к элиминации вируса из организма, а комплекс с несовершенными антителами, у которых константа связывания (константа ассоциации, Ка) ниже по сравнению с нейтрализующими антителами, — к репликации вируса в клетках иммунной системы, усилению инфекции и возможному цитокиновому шторму.
Экспрессия двух видов рецепторов FcγRIIa и FcγRIIb, но не FcγRI или FcγRIIIa, индуцировала ADE, вызванное SARS-CoV-1. При этом было показано, что тяжесть заболевания SARS зависит от аллельного полиморфизма FcγRIIa; у индивидуумов с изоформой FcγRIIa-рецептора, который взаимодействует как с IgG1, так и с IgG2, развивается более тяжёлое заболевание, чем у индивидуумов с изоформой FcγRIIa-рецептора, который связывается только с IgG2.

#### Гипотеза о роли антител IgG
FcγRII-рецепторы связывают только IgG-антитела. В некоторых экспериментах было показано, что ADE в основном вызывается антителами подкласса IgG2a, в то время как тестируемые антитела подкласса IgG1 не вызывали такого эффекта.

##### Универсальный механизм ADE, опосредованный IgG антителами к S-белку
На основании анализа литературы некоторые исследователи делают вывод о том, что для SARS-CoV-1, MERS-CoV существует универсальный механизм заражения иммунных клеток, который приводит к ADE. Только антитела, нацеленные на S-белок, но не на другие вирусные белки, способны формировать комплексы с коронавирусом, которые фагоцитируются иммунными клетками и провоцируют вирусную репликацию, вместо вирусного разрушения. По всей видимости, S-белок отличается от других вирусных белков тем, что он способен менять иммунодоминантные антигенные детерминанты за счёт изменения конформации рецептор-связывающего домена (RBD) и типов гликозилирования.
В работе показано, что моноклональные нейтрализующие антитела, специфичные к RBD, опосредуют проникновение вируса MERS-CoV в иммунные клетки, функционально имитируя вирус-специфические рецепторы. Авторы считают, что антитела, направленные против других участков S-белка и не связанные с его конформационными изменениями, с меньшей вероятностью будут приводить к ADE. Также показан доза-зависимый эффект степени тяжести ADE от концентрации антител.

##### Структура и конформационная изменчивость S-белка
S-белок бета-коронавирусов существует в виде тримера и состоит из трёх цепей, каждая из которых, в свою очередь, образует две cубъединицы S1 и S2. Субъединица S1 несёт рецептор-связывающий домен (RBD). Между субъединицами S1 и S2 находится сайт разрезания сериновыми протеазами. Вирус приобретает способность инфицировать клетки только после того, как происходит протеолитическое расщепление и каждая молекула белка разделяется на две субъединицы. S1 может находиться в двух конформациях — открытой и закрытой. Биофизическое исследование структуры S-белка SARS-CoV-2 и анализ структуры с разрешением в 3.5 A показали, что наиболее часто встречается S-белок, у которого одна из молекул тримера RBD находится в открытой конформации.

##### N-белок, антитела к N-белку или клеточный иммунитет к N-белку SARS-CoV-1 могут провоцировать пневмонию
Вакцинация векторным конструктом, экспрессирующим N-белок SARS-CoV-1, способствует развитию тяжёлой пневмонии у мышей после инфекции SARS-CoV-1. Возможно, эта пневмония связана с ADE.
Хотя возможен и другой механизм, так было показано, что N-белки SARS-CoV, MERS-CoV и SARS-CoV-2 могут связываться с сериновой протеазой MASP-2, которая участвует в пути активации комплемента. Связывание вызывает индуцированную белком гиперактивацию комплемента. Гиперактивация усугубляет индуцированную воспалительную пневмонию у мышей, поэтому можно предположить, что оно будет вызывать аналогичные проблемы у людей. Мотив N-белка (115—123) напрямую взаимодействует с MASP-2.

#### Возможная роль ADE в патогенезе SARS и COVID-19
Патогенез заболеваний SARS и COVID-19, по мнению авторов некоторых работ, связан с ADE, проявляющемся в инфекции макрофагов, В-клеток и моноцитов. Авторы работ считают, что эта инфекция является ключевым шагом в развитии болезни и её эволюции от лёгкой формы до тяжёлой с критическими симптомами. ADE может объяснить наблюдаемое нарушение регуляции иммунитета, включая апоптоз иммунных клеток, способствующий развитию Т-клеточной лимфопении (лимфоцитопении), воспалительный каскад с накоплением макрофагов и нейтрофилов в лёгких, а также цитокиновый шторм. Ранее другие исследователи тоже высказывали похожую гипотезу в отношении SARS.
Вен Ши Ли и другие указали, что тяжесть заболевания и иммунный ответ связаны с вирусной нагрузкой нелинейно: «Пациенты с симптомами показали более высокие титры антител к SARS-CoV-2 и быстрее выводили вирус из верхних дыхательных путей». Они также отметили, что данные исследований свидетельствуют: «Т-клеточные ответы против SARS-CoV-2 могут быть обнаружены на высоком уровне при лёгких и бессимптомных инфекциях, тогда как сильные титры антител более тесно связаны с тяжёлым COVID-19». Они подчеркнули важность сбора информации о механизмах ADE при COVID-19 для обеспечения безопасности вакцин при их широком применении.

##### Динамика производства IgG антител, нацеленных на S-белок у больных SARS
В пользу того, что антитела к S-белку могут вредить пациентам, вызывая ADE, говорит наблюдение, сделанное на малой группе пациентов из шести человек, три из которых выздоровели, а три умерли. Сравнительный анализ специфического гуморального ответа показал, что у пациентов, умерших от SARS-CoV-1-инфекции, нейтрализующие антитела к S-белку вырабатывались значительно быстрее, чем у выздоровевших людей. Так было выявлено, что на 15-й день заболевания у пациентов, впоследствии умерших, титр антител к S-белку был значимо выше, чем у тех, кто впоследствии выздоровел. При этом, хотя титр нейтрализующих антител в течение заболевания у впоследствии умерших пациентов рос быстрее по сравнению с титром у впоследствии выздоровевших пациентов, он также быстрее падал. В то же время, у пациентов, которые впоследствии выздоровели, титр антител увеличивался медленнее, но вырастал до более высокого уровня и дольше держался на этом уровне. Такая динамика изменения титров антител была характерна как для IgM, так и IgG-антител. Можно предположить, что у пациентов, впоследствии умерших, развилось антителозависмое усиление вирусной инфекции в тяжёлой форме и быстрая выработка антител к S-белку, которые не могли нейтрализовать вирус, способствовала этому. Возможно, замедленный рост титра способствовал выработке антител с более высокой константой связывания, соответствующей более прочным комплексам антиген-антитело, с аффинностью и авидностью, достаточными для нейтрализации вируса. Значимое превышение уровня антител у тяжёлых больных по сравнению с нетяжёлыми наблюдалось и на выборке из 325 пациентов в другой работе. Такие же данные получили и другие исследователи на выборке из 347 больных SARS. Более того, было обнаружено, что у пациентов, впоследствии умерших, антитела появлялись раньше всего.

## Антителозависимое усиление инфекции при ВИЧ-инфекции
Первыми на антигенный импринтинг при разработке ВИЧ-вакцин ещё в начале 1990-х гг. в буквальном смысле «натолкнулись» P.L. Nara et al. О существовании данного феномена они не подозревали. Их целью было расширение иммунного ответа на антигены ВИЧ в отношении вирусов близких серотипов различного географического происхождения. Введя шимпанзе гликопротеид gp120, полученный из штамма ВИЧ-1 IIIB, и проведя через 175 сут. повторную вакцинацию gp120, выделенным из штамма ВИЧ-1 RF, имеющего другое географическое происхождение, исследователи неожиданно для себя обнаружили рост титров антител к gp120 штамма IIIB и отсутствие защитного эффекта при заражении животных ВИЧ-1 RF. Проведённый ими ретроспективный анализ научной литературы показал, что феномен антигенного импринтинга уже был описан для других ретровирусных инфекций, в частности вызываемых вирусом висны у овец и вирусом инфекционной анемии у лошадей.
При клиническом изучении протективного эффекта ВИЧ-вакцины, включающей в качестве антигенного компонента gp120.16, выделенный из ВИЧ-1 SF2, получены сходные результаты. Люди, вакцинированные такой вакциной и имеющие высокие титры антител к gp120.16, оказались восприимчивы к вариантам ВИЧ-1, циркулирующим в их популяции. При развитии у вакцинированных ВИЧ-инфекции, в сыворотке их крови преобладали антитела к gp120.16 ВИЧ-1 SF2, а не к такому же оболочечному гликопротеину вируса, вызвавшему инфекцию.
N. Larke et al. в опытах на мышах обнаружили, что включение в экспериментальные ВИЧ-вакцины антигенных белков ВИЧ различных клад (clade), «глушит» индукцию Т-клеточных ответов на другие эпитопные варианты антигенов вируса. Феномен антигенного импринтинга обнаружен и при изучении иммунного ответа у ВИЧ-инфицированных пациентов. Выработка антител на ВИЧ у них имеет олигоклональный характер. Одновременно происходит нарушение соотношения κ/λ типов лёгких цепей антител, поддерживающееся в течение многих лет независимо от скорости прогрессирования заболевания. Ограниченные (restricted) и при этом стабильно поддерживающиеся антительные ответы на антигены ВИЧ у таких пациентов представляют собой одну из причин невозможности выработки плазмоцитами антител к ВИЧ-1, которые бы эффективно связывали сероварианты вируса, образовавшиеся в ходе персистирующего инфекционного процесса.

## Антителозависимое усиление инфекции прималярии
Разработка безопасной вакцины от малярии, эффективно блокирующей вторжение малярийного плазмодия (Plasmodium falciparum) в эритроциты человека, является очень важной задачей биотехнологии. Особенно такая вакцина нужна для людей, длительно живущих в эндемичном по малярии регионе. Однако на пути создания безопасной и эффективной вакцины есть серьёзные препятствия, в том числе в виде антигенного импринтинга, который приводил у модельных животных к антителозависимому усилению инфекции, вызванному вакцинацией.
У малярийного плазмодия есть бесполые клеточные формы, которые получили название мерозоиты. Заражение человека начинается с укуса комара-переносчика. В момент и после укуса спорозоиты, которые представляют из себя определённую стадию развития малярийного плазмодия, из слюнных желёз комара проникают в кровь человека и с током крови добираются до печени, где внедряются в гепатоциты. В течение следующего периода времени в гепатоцитах происходит образование мерозоитов, представляющих из себя другую клеточную стадию развития малярийного плазмодия. Мерозоиты проникают в эритроциты и начинают размножаться бесполым путём. При разрыве эритроцитов мерозоиты попадают в кровь, что приводит к периодическим приступам лихорадки.
То, что перекрёстные иммунные реакции на возбудители малярии могут исказить репертуар Т- и В-клеток, индуцируемых малярийными спорозоитами и мерозоитами, и повлиять на индукцию защитного иммунитета в соответствии с концепцией антигенного импринтинга («первичного антигенного греха»), то есть ответить на вариант плазмодия, который вызвал инфекцию ранее, а не на тот, который присутствует в организме и размножается в данный момент, известно с начала 1990-х гг..
Антигенному импринтингу при малярии способствует антигенное разнообразие поверхностных белков у спорозоитов и мерозоитов — следствие множественных точечных мутаций или вариаций числа, длины и последовательности аминокислотных повторов. Эти белки процессируются и презентируются антигенпрезентирующими клетками человека и активируют Т- и В-клетки. Отдельные клоны Т- и В-клеток могут стать доминирующими в иммунном ответе на последующие малярийные инфекции, но не обязательно этот ответ будет защитным.
Именно поверхностные белки мерозоитов являются важной мишенью для разработки вакцины. Благодаря работам R.J. Pleass et al. (2003), удалось показать возможность создания противомалярийной вакцины на основе 19-кДа фрагмента белка MSP119, находящегося на поверхности мерозоитов. Связывание специфических антител с белком MSP119 может блокировать проникновение возбудителя малярии в эритроциты, активируя его уничтожение фагоцитами человека. Однако такой сценарий реализуется не всегда. Вакцинация белком MSP119 иногда предотвращает заболевание в популяции людей, а иногда она его усиливает. Опыты на мышиных моделях помогли разобраться в проблеме. Исследователи на животных смоделировали ответ на вакцинацию рекомбинантным белком MSP119. Моделирование неожиданно показало, что заражению эритроцитов мышей малярийным плазмодием может способствовать образование антител к рекомбинантному белку MSP119, который содержала вакцина. Титр антител, после перенесённой мышами экспериментальной малярии, можно было повысить вакцинацией рекомбинантным белком MSP119. Однако действие, выполненное в обратном порядке, то есть сначала однократная инъекция рекомбинантного белка MSP119 (субоптимальная вакцинация), а затем инфицирование малярийным плазмодием, привело к образованию антител к MSP119, не обладающих протективным действием. Наоборот, эти антитела способствовали заражению мышей возбудителем малярии, так как имели изменённую специфичность. Антитела к MSP119 образовались, но они не обладали протективным действием и приводили к снижению естественного иммунитета к заражению возбудителем малярии. Похожие результаты были получены и в другой работе. Так, было показано, что антитела против поверхностных белков мерозоита усиливают его проникновение в эритроциты in vitro и in vivo. Это происходит благодаря связыванию антител с рецептором комплемента 1 (СR1), что говорит о тесной связи между феноменами антигенного импринтинга и антителозависимого усиления инфекции. Проблемы, связанные с разработкой противомалярийной вакцины, подробно описаны в обзоре литературы.
Трудности непрогнозируемости иммунных реакций у лиц, как живущих в эндемичных по малярии регионах, так и попавших туда без перенесённой малярии в прошлом, остались даже после установления роли белка MSP119 в иммунном ответе.